# Anders Nygren Långström
Anders Göran Martin Nygren Långström, född 31 mars 1969 i Västerås, är en svensk bordtennisfunktionär.

## Utbildning
Långström studerade LIR-programmet (Lek, Idrott och Rörelse) och tog kandidatexamen vid Gymnastik- och Idrottshögskolan och Stockholms universitet 1997 samt genomgick Svenska Bordtennisförbundets högsta tränarutbildning Steg-4 i Köping 2002.

## Bordtenniskarriär
Långström var under åren 1990–2013 verksam som antingen tränare eller sportchef i främst tre föreningar: Västerås BTK (Sportchef/tränare), Tyresö BTK (tränare) och IFAH, Stockholm (tränare). 1996 fungerade han som instruktör på Svenska Bordtennisförbundets riksläger och året därpå debuterade han som assisterande förbundskapten för Paralandslaget som han sedan ledde till 2001. I denna roll coachade han Robert Bader som vann Para VM-guld i herrsingel (Klass 10) 1998 i Paris och Johnny Eriksson som två år senare i Sydney vann Paralympics-guld i herrsingel (Klass 6).  En unik dubbel  och tillsammans med förbundskaptenskollegorna Gert Nilsson, Mattias Syrén, Kian Sigge, Igor Solopov och Patrik Nord bärgades under dessa 4 år hela 25 st. mästerskapsmedaljer (Paralympics-00, VM-98 och EM-97 & -99).
I Faro under ITTF Portugal Youth Open 2002 coachade Långström tillsammans med Thomas von Scheele och Linus Mernsten Svenska juniorlandslaget. Sverige vann turneringens pris för bästa nation. För sitt bidrag till att utveckla olika tävlingsformer tilldelades han år 2006 Svenska Bordtennisförbundets Ledarsköld (Svenska Bordtennisförbundets pris för årets ledargärning inom Svensk Pingis). Under flera år (2006–2011) ansvarade Långström sedermera för scouting och uttagning till Svenska Bordtennisförbundets Talangjakten.
År 2016 ingick han tillsammans med Ulf Lönnqvist, Ulf Bjöns och Örjan Westberg i Svenska Bordtennisförbundets Historikgrupp och 2019 lanserade Långström Svenska Bordtennisförbundets Historiska Arkivet samt en tillhörande facebooksida där han tillsammans med 18 gästkrönikörer (Björn Hellberg, Uno Hedin med flera) publicerade olika texter och krönikor ur ett svenskt pingishistoriskt perspektiv. Historiska Arkivet har uppmärksammats nationellt i Svenska Bordtennisförbundets officiella organ; Tidningen Pingis och i Riksidrottens Vänners vårbulletin samt internationellt på Europeiska Bordtennisförbundets hemsida. 
I juni 2020 valdes Långström till ordförande i Svenska Pingisakademin och på hans initiativ instiftade samma akademi under 2021 det nya årliga vandringspriset Stellans & Ann-Christins Hederspris för Årets Prestation inom svensk pingis  samt lanserades Svensk Pingis Hall of Fame - by Svenska Pingisakademin. 
I juli 2022 uppmärksammades Långström internationellt när han valdes in som medlem i Swaythling Club International, recognized by International Table Tennis Federation.
Sedan juni 2024 fungerar Långström som Pressekreterare & Senior rådgivare (Senior advisor) i Svenska Pingisakademin och strax innan årsskiftet 2024/25 erhöll han ett uppdrag av ITTF (International Table Tennis Federation), inför ITTF:s 100 års jubileum 2026 (Resultatsammanställning från 1926 till idag).

## Rygg-/ligamentsjukdomar
Långström lider av de två ärftliga rygg/-ligamentsjukdomarna OPLL och DISH. De båda åkommorna, som gav sig till känna i tonåren, är progressiva och efter flera komplicerade operationer tvingades Långström att år 2013 avsluta tränarkarriären i förtid.

## Uppdrag i urval
- 1996 Instruktör på Svenska Bordtennisförbundets riksläger; HJ17/P15
- 1997-01 Assisterande Förbundskapten för Svenska Paralandslaget
- 2002 Coach för Svenska Juniorlandslaget
- 2006–11 Scouting/uttagning till Svenska Bordtennisförbundets Talangjakten
- 2016–21 Kurator för Svenska Bordtennisförbundets Historiska Arkivet (Arkivet)
- 2020–24 Ordförande i Svenska Pingisakademin
- 2020–24 Ledamot i invalskommittén för Svensk Pingis Hall of Fame - by Svenska Pingisakademin
- 2020– Ledamot i nomineringskommittén för Årets Prestation inom svensk pingis (Stellans & Ann-Christins Hederspris)
- 2024– Pressekreterare & Senior advisor i Svenska Pingisakademin
- 2024– ITTF-uppdrag inför ITTF:s 100 års-jubileum 2026 (Resultatsammanställning: 1926-idag)

## Coachmeriter i urval
- 1997 Silver Para-EM i Stockholm (Fredrik Wessberg; Herrsingel Paraklass 10) [7]
- 1997 Guld Para-EM i Stockholm (Magnus Andrée; Herrsingel Paraklass 8) [7]
- 1998 Guld Para-VM i Paris (Robert Bader; Herrsingel Paraklass 10) [7]
- 2000 Guld Paralympics i Sydney (Johnny Eriksson; Herrsingel Paraklass 6) [7]
- 2002 Bästa Nation ITTF Portugal Youth Open i Faro (Svenska Juniorlandslaget)

## Utmärkelser
- 2002 Ledar/coachuppdrag (Svenska Pingisakademin) [8]
- 2002 Prins Bertil och Prinsessan Lilians idrottsstipendium (Riksidrottsförbundet) [8]
- 2004 Folksams idrottsfond (Folksam)
- 2006 Ledarskölden (Svenska Bordtennisförbundet) [8]
- 2019 Invald medlem i Riksidrottens Vänner (Riksidrottens Vänner) [9]
- 2022 Invald medlem i Swaythling Club International, recognized by International Table Tennis Federation (Swaythling Club International) [10]